# Шевчук, Иван Павлович
Иван Павлович Шевчук (1892—1942) — советский военачальник, участник Первой мировой войны, Гражданской войны и Великой Отечественной войны. Генерал-майор (4.06.1940). Полный Георгиевский кавалер, генерал-майор (1940).

## Биография
Родился в 1892 году в селе Чапля, ныне Летичевского района Хмельницкой области, в бедной крестьянской семье. Учился в церковной школе, летом работал подпаском. В 1909 году семья в качестве переселенцев переехала на Дальний Восток и до 1910 года жила в деревне Архангеловке. В 1910 году семья переехала в Хабаровск, где в 1910–1914 годах он трудился грузчиком на пристани.
В 1913 году был призван в армию. Служил в 39-м и 13-м Сибирских стрелковых полках. С июня 1915 – командир отделения, участник Первой мировой войны, полный Георгиевский кавалер, с июня 1917 командир взвода, дослужился до полуротного командира и звания прапорщика.
В апреле 1917 избран председателем ротного и членом полкового комитетов, с июня был членом комитета рабоче-крестьянских и солдатских депутатов 12-й армии. В октябре 1917 уволен в отпуск в Хабаровск по случаю смерти отца.
Член РСДРП(б) с 1917, после Октябрьской революции с ноября 1917 в Хабаровске участвовал в формировании и подготовке красногвардейских отрядов. В марте 1918 уволен со службы и поступил работать в Транспортный союз грузчиков в Хабаровске. С июня 1918 года – формировал части, потом и сам воевал на Уссурийском фронте Гражданской войны вплоть до его ликвидации (25 августа 1918). Один из руководителей партизанского движения на Дальнем Востоке во время Гражданской войны. В августе-сентябре командовал 4-м Хабаровским отдельным батальоном, в его составе участвовал в боях с отрядами Уссурийского казачества есаула И. П. Калмыкова. 4 сентября в Хабаровске был захвачен в плен калмыковской контрразведкой и заключен в тюрьму (в камеру «смертников»). 14 ноября 1918 бежал.
В 1919 году создал и возглавил Тунгусский партизанский отряд (название отряд получил от Тунгусской волости Хабаровского уезда), который действовал в районе между Хабаровском и Ином, парализуя работу железнодорожной и телеграфных линий, нападая на тылы врага. К концу 1919 года в отряде было около 900 человек.
С ноября 1919 был командующим партизанскими отрядами левобережья рек Амур и Уссури. С февраля 1920 командовал экспедиционными войсками Приамурской области, с марта – сводными партизанскими отрядами под Хабаровском. С апреля того же года был командующим правого кольца Хабаровского фронта, воевал с японскими интервентами, с июня 1920 командовал 7-м Амурским полком и был помощником командующего 2-й Амурской партизанской армией по борьбе с бандитизмом в Дальневосточном крае, с декабря – командующим войсками Приморской области. С декабря 1921 командовал Тунгусской партизанской группой Волочаевского фронта. В феврале 1922 года участвовал в Волочаевской операции, командуя обходной колонной. За заслуги в Гражданской войне награждён орденом Красного Знамени (1928).
С 1923 по 1927 год был в запасе по состоянию здоровья, был председателем Хабаровского союза рабочих местного транспорта, уполномоченным Хабаровского коммунального хозяйства, начальником охраны Уссурийской железной дороги. С 1927 года вновь в Красной Армии, служил в должности командира роты Волочаевского полка, затем направлен на учебу на курсы усовершенствования комсостава «Выстрел». По их окончании в октябре 1928 назначен командиром батальона 2-го Нерчинского стрелкового полка ОКДВА. В этой должности в 1929 г. принимал участие в боях на Китайско-Восточной железной дороге. С мая 1931 года помощник командира 3-го Верхне-Удинского стрелкового полка, с января 1932 – командир и комиссар 2-го Нерчинского стрелкового полка. В июне 1933 направлен на учебу на особый факультет Военной академии имени М. В. Фрунзе, которую окончил в 1936. После окончания академии с января 1936 командовал 127-й территориальной дивизией МВО и одновременно был помощником командира 55-й стрелковой дивизии. С ноября 1937 возглавлял строительные части Тихоокеанского флота, был командиром 4-й отдельной бригады строительных частей флота, с марта 1939 – начальник строительного отдела Тихоокеанского флота и командир строительного корпуса флота. В феврале 1938 года награждён орденом Красной Звезды, в декабре получил звание комбрига, в 1940 году – генерал-майора. С ноября 1939 состоял в распоряжении наркома Военно-морского флота, в апреле 1940 назначен помощником командира 24-го стрелкового корпуса. С сентября занимал должность заместителя командира 63-го стрелкового корпуса ПриВО в Саратове.

## Великая Отечественная война
С началом войны оставался в прежней должности (63-й стрелковый корпус входил в состав 21-й армии группы армий резерва Ставки ГК). В июне-августе 1941 одновременно исполнял должность коменданта Гомеля. Соединения корпуса в составе армии вели боевые действия на Западном (со 2 июля) и Центральном (с 26 июля) фронтах, участвовали в Смоленском сражении. В июле 1941 корпус в результате контрудара освободил города Рогачев и Жлобин, однако затем попал в окружение. При выходе из окружения 16 августа 1941 под Гомелем И. П. Шевчук был ранен и контужен, однако остался в строю. В конце сентября был откомандирован в распоряжение главкома Юго-Западного направления, затем в 12 декабря 1941 назначен командиром 55-й стрелковой дивизии, формировавшейся ПриВО.
В конце марта – начале апреля 1942 дивизия была передислоцирована на Северо-Западный фронт и в начале мая в составе 11-й армии приняла участие в Демянской наступательной операции, имея задачу перекрыть коридор, связывавший демянскую группировку противника с его основными силами. Однако с поставленной боевой задачей дивизия не справилась, при этом понесла большие потери. Прославившийся в годы Гражданской войны, генерал-майор И. П. Шевчук не извлёк уроков начала войны, остановился в своём развитии как военачальника. Он не стремился осваивать современный опыт, вдобавок хромала и его личная культура, он был развязен и груб с подчинёнными. 10 мая 1942 снят с должности и отдан под суд. В донесении Военного совета Северо-Западного фронта от 8 мая 1942 отмечалось: «Генерал-майор Шевчук Иван Павлович за преступное руководство дивизией, приведшее к невыполнению боевой задачи дивизией в течение четырех дней, по существу разваливший дивизию, мною арестован и предан суду военного трибунала…». Однако военный трибунал сохранил ему жизнь, учитывая его революционные заслуги, понизив в должности.
С 1 июля 1942 заместитель командира 241-й стрелковой дивизии 53-й армии, которая на широком участке перешла к жёсткой позиционной обороне на Северо-Западном фронте.
28 октября 1942, не соблюдая мер предосторожности, отправился на рекогносцировку заминированного участка фронта у озера Селигер, где подорвался на мине. Взрывом ему оторвало обе ноги, через два дня он умер. Был похоронен на армейском кладбище на Берёзовском городище близ деревни Залучье Осташковского района Калининской области.
С 1967 года его имя носит улица в Хабаровске (решение исполкома Хабаровского горсовета от 09.10.1967 № 703), с 1985 года улица Школьная в Осташкове также носит его имя.

## Награды
- Награждён четырьмя георгиевскими крестами Российской империи.
- Орден Красной Звезды.
- Орден Красного Знамени.
- Медаль «XX лет Рабоче-Крестьянской Красной Армии».